# Lista de membros de Trazendo a Arca
Trazendo a Arca é uma banda brasileira de música cristã contemporânea criada em 2002 por Marcus Gregório, pastor do Ministério Apascentar, que na época criou o grupo Toque no Altar, onde Luiz Arcanjo, Ronald Fonseca, André Mattos, Deco Rodrigues, Verônica e Davi Sacer faziam parte de sua primeira formação, sendo a sua base. Desde 2003, ano em que foi gravado o álbum de estreia, o Toque no Altar recebeu notoriedade nacional.  Em 2006, Ronald Fonseca trouxe de Recife o guitarrista Isaac Ramos para que fizesse parte do conjunto.
No final daquele ano, ocorreram divergências entre os membros do grupo e Marcus Gregório, fazendo com que os seis integrantes, base do Toque no Altar e Isaac Ramos se separassem da banda, fundando o Trazendo a Arca. Inicialmente foram várias as especulações de que os membros do Trazendo a Arca não poderiam gravar e nem tocar em shows as canções do Toque no Altar, que em sua maioria eram escritas por Davi Sacer, Luiz Arcanjo e Ronald Fonseca. Porém, com a gravação de Ao Vivo no Japão, tal especulação foi descartada.
Marca da Promessa foi o primeiro álbum do grupo a ser lançado com o nome Trazendo a Arca, e rapidamente foi um sucesso comercial, vendendo mais de 150 mil cópias em menos de três meses, fazendo com que a banda se apresentasse no país e no exterior, também participando do Programa Raul Gil. Por vender mais de seis milhões de cópias, o conjunto é um dos recordistas de vendas de discos no Brasil. Em 2010, Davi e Verônica Sacer se desligaram da banda, mas o Trazendo a Arca não recebeu nenhum novo integrante desde então. Após a comemoração dos dez anos de existência da banda o músico Ronald Fonseca a deixou, em 2012.

## Membros atuais
Luiz Arcanjo
Atividade: 2002–presente
Instrumentos: Violão, vocais
Contribuições na banda: Todos álbuns do Trazendo a Arca
Luiz Arcanjo fez parte do grupo desde o início, seja como compositor, vocal de apoio ou vocalista. Entre 2004 e 2010 dividiu os vocais com Davi Sacer.
André Mattos
Atividade: 2002–presente
Instrumentos: Bateria, vocal de apoio
Contribuições na banda: Todos álbuns do Trazendo a Arca
Integrante desde a primeira formação, atuou na banda como baterista e vocal de apoio nos discos Ao Vivo no Japão e Ao Vivo no Maracanãzinho.
Deco Rodrigues
Atividade: 2002–presente
Instrumentos: Baixo, vocal de apoio
Atuando como baixista, compositor e vocal de apoio em alguns discos, Deco Rodrigues também faz parte da formação inicial da banda.
Isaac Ramos
Atividade: 2006–presente
Instrumentos: Guitarra, violão
Contribuições na banda: Todos os álbuns desde Deus de Promessas Ao Vivo (2006)
O músico foi integrado a banda para ser o segundo guitarrista do grupo. Sua primeira atuação foi em Deus de Promessas Ao Vivo, e logo saiu do Toque no Altar para fazer parte do Trazendo a Arca desde seu início.

## Ex-membros
Davi Sacer
Atividade: 2002–2010
Instrumentos: Vocal
Contribuições na banda: Todos os álbuns até Salmos e Cânticos Espirituais (2009)
Davi foi o primeiro vocalista do grupo, posto que começou a dividir com Luiz Arcanjo desde 2004, no álbum Restituição. Com uma carreira solo já iniciada desde 2008, Davi saiu da banda em 2010. Davi também foi um dos compositores do Trazendo a Arca.
Verônica Sacer
Atividade: 2002–2010
Instrumentos: Vocal de apoio
Contribuições na banda: Todos os álbuns até Salmos e Cânticos Espirituais (2009)
Atuando nos vocais de apoio desde a primeira formação do conjunto, também foi compositora de todas as canções do álbum Deus de Promessas, lançado em 2005. Seguindo Davi Sacer, seu marido, saiu do grupo em 2010.
Ronald Fonseca
Atividade: 2002–2012
Instrumentos: Teclado, piano, vocal de apoio e produção musical
Contribuições na banda: Todos álbuns até Na Casa dos Profetas (2012)
Fez parte da banda desde o seu início, atuando como tecladista, pianista, produtor musical e compositor. Também foi vocal de apoio nos álbuns Ao Vivo no Japão e Ao Vivo no Maracanãzinho. Por motivos ainda não conhecidos deixou o Trazendo a Arca em 2012.